# Bahnhof Mikułowa
Der Bahnhof Mikułowa, bis 1945 Bahnhof Nikolausdorf, ist eine Betriebsstelle der Bahnstrecke Wrocław–Zgorzelec (Breslau–Görlitz) und der hier beginnenden Bahnstrecke Mikułowa–Bogatynia auf dem Gebiet der Gemeinde Sulików in Polen. Heute ist der frühere, nach dem Ort Mikułowa (Nikolausdorf) benannte Bahnhof nur noch ein Haltepunkt mit Ladestelle; der Abzweig nach Bogatynia ist außer Betrieb.

## Geschichte
Der Bahnhof Nikolausdorf bestand schon zur Eröffnung der Schlesischen Gebirgsbahn am 20. September 1865. Obwohl er auf der Flur des Ortes Schönbrunn (Studniska) liegt, erhielt er den Namen des zwei Kilometer entfernten Ortes Nikolausdorf. Anfangs genügten drei durchgehende Gleise mit zwei Bahnsteigen; ein Ladegleis mit Güterschuppen diente dem Güterverkehr. 

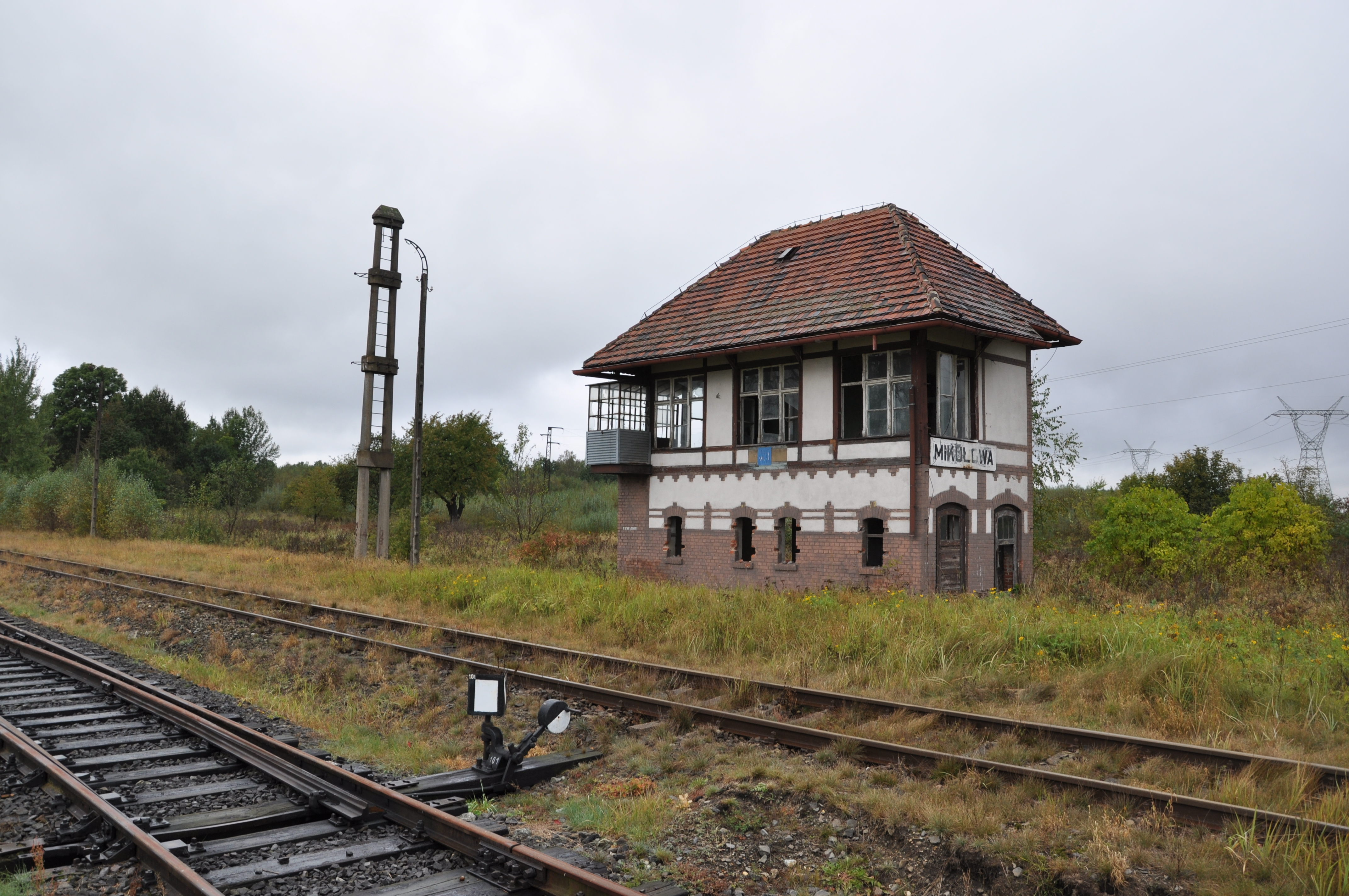
Ehemaliger Stellwerksturm am östlichen Bahnhofskopf (2016)

Seine heutige Ausdehnung erhielt der Bahnhof mit dem zweigleisigen Ausbau der Schlesischen Gebirgsbahn um 1900. Neben der Verlängerung der Bahnhofsgleise in östlicher Richtung entstand eine neue Ortsgüteranlage mit drei Gleisen. Die Hochbauten bestanden zu jener Zeit neben dem Empfangsgebäude aus einem Güterschuppen mit zwei Luken, einem Abort, einem Wirtschaftsgebäude und einem zweieinhalbgeschossigen Beamtenwohnhaus. Beide Bahnhofsköpfe erhielten mechanische Stellwerke mit Formsignalen, die für den östlichen Bahnhofskopf in einem separaten Stellwerksturm und für den westlichen Bahnhofskopf in einem Anbau im Empfangsgebäude installiert waren. Seit den 1920er Jahren bestand ein Anschlussgleis zu einem Benzol-Tanklager der Firma Voigt & Co.

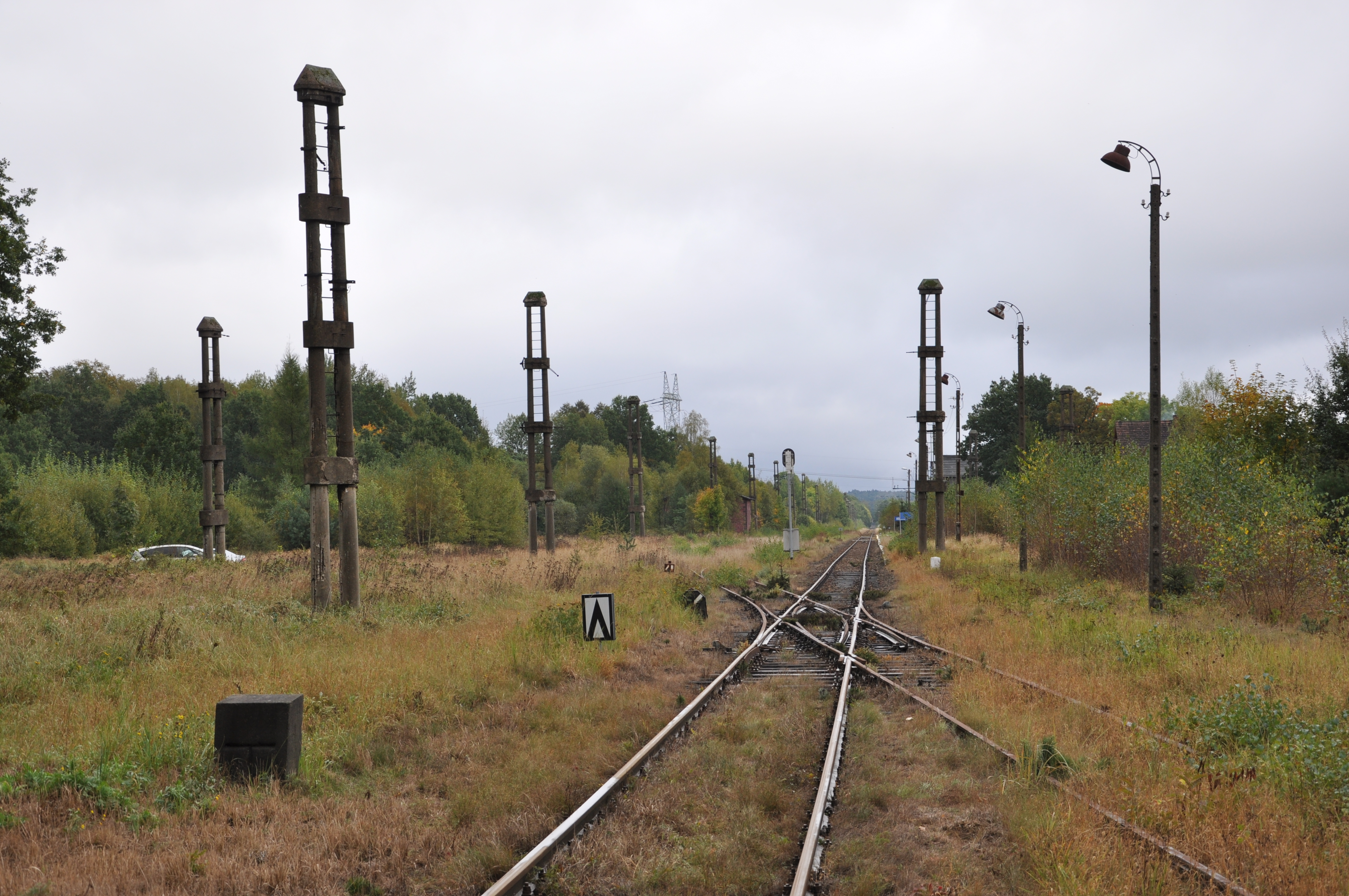
Erhaltene Betonmasten für die Aufnahme der Quertragwerke am westlichen Bahnhofskopf (2016)

Mit der Elektrifizierung der Schlesischen Gebirgsbahn zwischen Görlitz und Lauban Anfang der 1920er Jahre erhielten auch sämtliche Gleise des Bahnhofes Nikolausdorf eine Oberleitung. Versuchsweise stellte man zur Aufhängung der Quertragwerke Schleuderbetonmasten in Tandemanordnung auf, die auch heute (2023) noch vollständig erhalten sind. Diese Bauart der Oberleitungsmaste war in Deutschland einmalig. Bei späteren Elektrifizierungen waren (und sind bis heute) Stahlgittermasten zur Aufhängung von Quertragwerken üblich, deren Aufstellung durch die geringere Eigenmasse deutlich einfacher ist. 
Die Kleinbahn Schönberg–Nikolausdorf band ihre Strecke 1927 am westlichen Bahnhofskopf ein, ohne dass die Anlagen des Bahnhofes wesentlich erweitert wurden. Die Reisezüge der Kleinbahn begannen an einem neu errichteten kurzen Stumpfgleis westlich des Empfangsgebäudes. 
Seit dem Ende des Zweiten Weltkriegs liegt die Schlesische Gebirgsbahn und damit auch der Bahnhof Nikolausdorf auf dem Staatsgebiet der Republik Polen. Die Fahrleitungsanlagen und das zweite Streckengleis wurden kurz nach Kriegsende von der sowjetischen Besatzungsmacht als Reparation demontiert. Am 27. August 1945 erhielt der Bahnhof den neuen polnischen Namen Nikorsk, der jedoch nur kurze Zeit Bestand hatte. Der heutige Name Mikułowa gilt seit 16. Juli 1947. Die Polnische Staatsbahn (PKP) investierte in den folgenden Jahrzehnten nur noch das Nötigste in die Anlagen. 
In den 1960er Jahren entstand am östlichen Bahnhofskopf eine Anschlussbahn zum Umspannwerk Mikułowa.
Den völligen Niedergang erlebte der Bahnhof schließlich nach der vollständigen Einstellung des Reiseverkehrs auf dem Abschnitt Lubań–Zgorzelec am 30. September 2002; die Strecke nach Bogatynia war bereits im April 2000 außer Betrieb genommen worden. Nach Abbau der Stellwerkseinrichtungen wurde die Betriebsstelle schließlich am 28. November 2005 zum Haltepunkt mit Ladestelle abgestuft, gleichzeitig wurde auch die abzweigende Strecke Richtung Sulikow und Bogatynia aufgelassen. Züge auf dieser Strecke verkehren seitdem nur noch über die nach 1945 eingerichtete Verbindungskurve von und nach Zgorzelec.

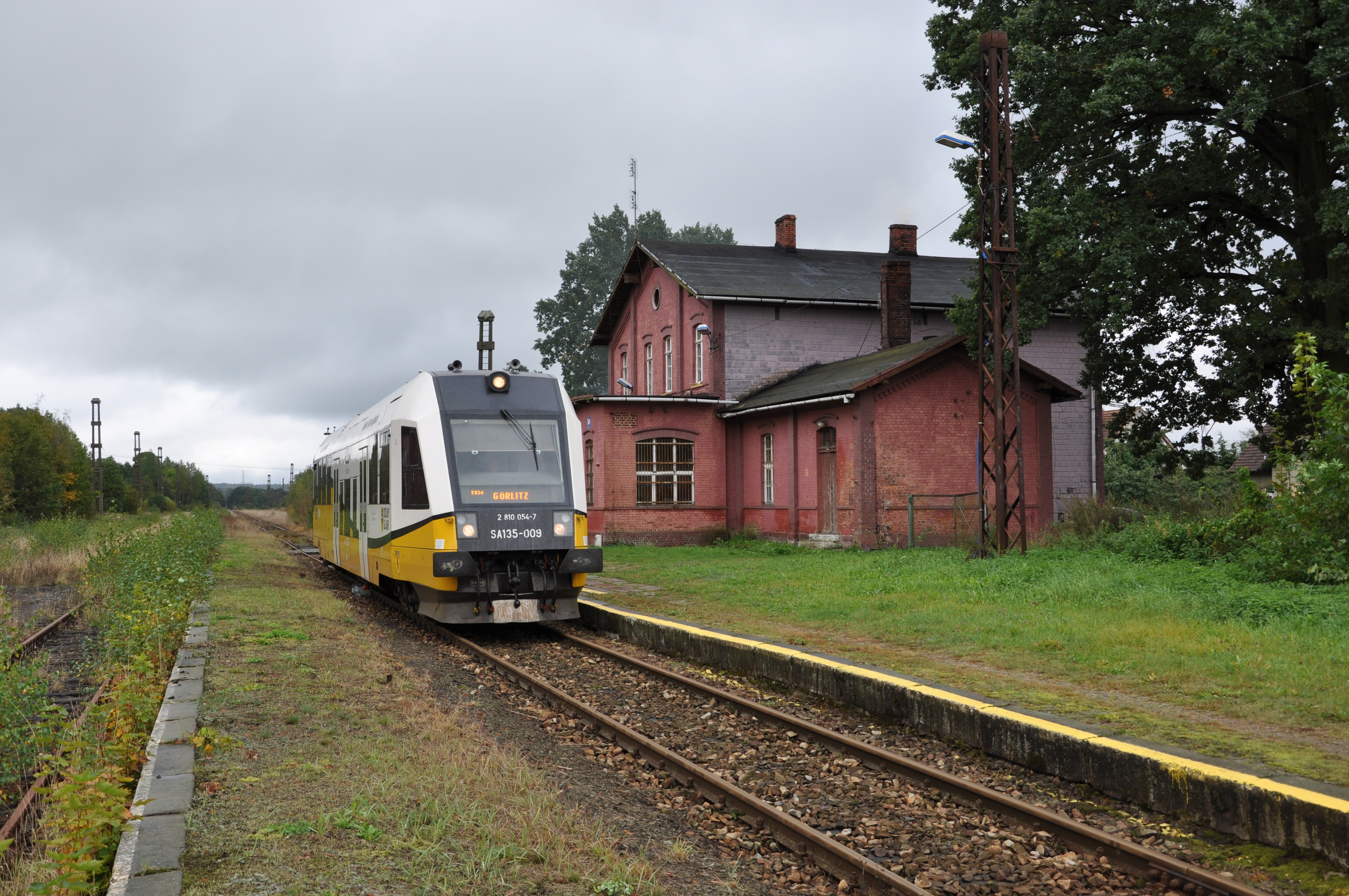
Seit Dezember 2015 bestehen wieder direkte Reisezugverbindungen nach Görlitz mit Zügen der Koleje Dolnośląskie (2016)

Seit dem 4. Dezember 2011 wird der Haltepunkt wieder regelmäßig von Reisezügen der Koleje Dolnośląskie in der Relation Jelenia Góra–Zgorzelec bedient, seit Dezember 2015 auch wieder im Durchlauf nach Görlitz. Im Jahresfahrplan 2023 verkehren die Züge im angenäherten Zweistundentakt.